# International Journal of Immunopathology and Pharmacology
Das International Journal of Immunopathology and Pharmacology, abgekürzt Int. J. Immunopathol. Pharmacol., ist eine wissenschaftliche Fachzeitschrift, die vom Biolife SAS-Verlag veröffentlicht wird. Sie erscheint mit vier Ausgaben im Jahr. Es werden Arbeiten veröffentlicht, die sich mit Fragen der Immunologie, der Pathologie und der Pharmakologie beschäftigen.
Der Impact Factor lag im Jahr 2014 bei 1,617. Nach der Statistik des ISI Web of Knowledge wird das Journal mit diesem Impact Factor in der Kategorie Pathologie an 49. Stelle von 75 Zeitschriften, in der Kategorie Immunologie an 125. Stelle von 148 Zeitschriften und in der Kategorie Pharmakologie und Pharmazie an 173. Stelle von 254 Zeitschriften geführt.